# Salva Chamorro
Salvador Pérez Martínez (Orihuela, 8 de mayo de 1990), más conocido como Salva Chamorro, es un futbolista español que juega en la posición de delantero. Actualmente forma parte de la plantilla del Mar Menor Fútbol Club de la Tercera División de España.

## Trayectoria
Salva Chamorro inició su carrera futbolística en el Orihuela CF y en 2007 ficha por el Villarreal CF, donde se desarrolla deportivamente al pasar por las diferentes categorías del club. Es un goleador nato, máximo realizador en el equipo juvenil, llevándolo a subcampeón de España y en el Villarreal C fue de los más destacados, lo que le permitió jugar en el Villarreal B con el que ascendió a Segunda A.
Después se le abrieron las puertas del CP Cacereño, en el que estuvo un año cedido, y en la temporada 2010/11 jugó en el CD Teruel  con el que actuó en 2.389 minutos convirtiéndose en el pichichi de la categoría con 12 goles.
En la temporada 2011/2012 el Villarreal CF firma un acuerdo con el FC Cartagena, para ceder al jugador y que pueda jugar por primera vez en la Segunda División.
El objetivo sería el de ir cogiendo minutos en la categoría y luchar por el ascenso a Primera División, si bien los malos resultados hacen que se cambie de objetivo y se pase a luchar por la permanencia. Salva comienza la temporada como titular en el estadio José Rico Pérez frente al Hércules CF, provocando un penalti que, a la postre no serviría para evitar la derrota en su debut en el fútbol profesional. El jugador pierde la confianza de los técnicos del equipo hasta la llegada de Carlos Ríos como técnico. La temporada finaliza de forma decepcionante para ambas partes ya que a falta de dos jornadas se consuma el descenso de la plantilla más cara en las 18 temporadas que el fútbol cartagenero disputó hasta la fecha en Segunda División (15 con el Cartagena FC y 3 con el FC Cartagena). Finaliza la campaña con 14 partidos disputados y 3 goles.
Para la temporada 2012/2013 regresa al filial del Villarreal CF, el Villarreal Club de Fútbol "B", para competir en la Segunda B.
En el mercado de invierno de esa misma temporada, el jugador firma con el Atlético Baleares hasta el final de la temporada, procedente del Villarreal"B", con el que disputó desde el pasado mercado invernal 18 partidois, marcando 6 goles. Además disputó 1 partido en Copa del Rey con el primer plantel amarillo, saldado con derrota (y eliminación) ante la Ponferradina.
En verano de 2013 el delantero llega a un acuerdo con los dirigentes de la UE Llagostera para integrarse en la disciplina azulgrana hasta junio de 2014 con opción de renovación por una temporada más.
El 5 de julio de 2014 se oficializaba su fichaje por el Club Lleida Esportiu, firmando por 2 temporadas.
En la temporada 2015/16 se marchó al CD Tondela portugués y acabaría la temporada en las filas del FC Barcelona "B". 
Durante la temporada 2016-17 se marcharía a Hong Kong para jugar en HK Pegasus FC. 
En julio de 2017 firmó con el Real Murcia ya que poseía un amplio recorrido en Segunda B, con el equipo de Nueva Condomina disputó 25 encuentros y anotó solo dos dianas, una de ellas al FC Cartagena, en el derbi disputado en el Cartagonova en noviembre de 2017 que acabaría con el resultado de dos a uno.
El ariete terminó aquella temporada 2017/18 en la Unión Deportiva Logroñés, para seguidamente coger las maletas e irse al campeón de la liga de Marruecos, el Ittihad Riadi de Tánger. Duró poco y en septiembre de 2018 tomó un vuelo con destino a Grecia, y vestir la camiseta del Doxa Dramas de Segunda División, en el que jugó 19 encuentros y marcó cuatro goles. 
En julio de 2019 firmó en el Mohun Bagan de la Segunda División de India, con escasa participación en el que sólo disputaría dos partidos en el equipo de Kibu Vicuña. De allí se despidió, a través de un mensaje en sus redes sociales, el 18 de diciembre de 2019.
En febrero de 2020, se compromete con el Mar Menor Fútbol Club de la Tercera División de España hasta el final de temporada.

## Clubes
| Club                     | País      | Temporada |
| ------------------------ | --------- | --------- |
| Villarreal "B"           | España    | 2008–2009 |
| CP Cacereño              | España    | 2009–2010 |
| CD Teruel                | España    | 2010–2011 |
| FC Cartagena             | España    | 2011–2012 |
| Villarreal "B"           | España    | 2012–2013 |
| Atlético Baleares        | España    | 2012–2013 |
| UE Llagostera            | España    | 2013–2014 |
| Lleida Esportiu          | España    | 2014–2015 |
| CD Tondela               | Portugal  | 2015–2016 |
| FC Barcelona "B"         | España    | 2015–2016 |
| HK Pegasus FC            | Hong Kong | 2016–2017 |
| Real Murcia CF           | España    | 2017–2018 |
| Unión Deportiva Logroñés | España    | 2017–2018 |
| Doxa Dramas              | Grecia    | 2018–2019 |
| Mohun Bagan AC           | India     | 2019–2020 |
| Mar Menor Fútbol Club    | España    | 2020–Act. |